# A Certain Trigger
A Certain Trigger (dt. etwa: Ein gewisser Anstoß) ist das Debütalbum der aus Newcastle stammenden Band Maxïmo Park.
Es kletterte in den britischen Albumcharts auf Platz 15. Das Album erhielt viel positive Kritik und wurde für den Mercury Music Prize im August 2005 nominiert. Inzwischen hat es in Großbritannien Platinum-Status erreicht.
Der Name des Albums leitet sich von einer Zeile des enthaltenen Songs Once, a Glimpse ab.

## Titelliste
1. Signal and Sign (Duncan Lloyd, Paul Smith) – 2:25
2. Apply Some Pressure (Lloyd, Smith) – 3:19
3. Graffiti (Lloyd, Smith) – 3:05
4. Postcard of a Painting (Lloyd, Smith) – 2:14
5. Going Missing (Lloyd, Smith) – 3:41
6. I Want You to Stay (Lukas Wooller, Smith) – 3:44
7. Limassol (Archis Tiku, Smith) – 3:42
8. The Coast Is Always Changing (Lloyd, Smith) – 3:19
9. The Night I Lost My Head (Smith) – 1:51
10. Once, a Glimpse (Lloyd, Smith) – 3:03
11. Now I'm All Over the Shop (Lloyd, Smith) – 2:23
12. Acrobat (Wooller, Smith) – 4:42
13. Kiss You Better (Smith) – 2:05

## Single-Auskopplungen
- Apply Some Pressure (2005)
- Graffiti (2005)
- Going Missing (2005)
- I Want You to Stay (2006)
- The Coast Is Always Changing (2004)

## Verwendung
Der Song Apply Some Pressure wird beim Soundtrack der Videospiele Burnout Revenge und SSX on Tour verwendet.